# Nino Serdarušić
Nino Serdarušić (Zagabria, 13 dicembre 1996) è un tennista croato.

## Carriera
Fa il suo esordio tra i professionisti nel marzo 2013 nel circuito ITF, comincia giocare con continuità nel 2015 e nel maggio di quell'anno alza il primo trofeo imponendosi in doppio nel torneo ITF Bosnia & Herzegovina F1 di Doboj. Nell'arco della stagione vince 5 delle altre 6 finali disputate in doppio. Gioca la prima finale in singolare nel marzo 2016 al Croatia F4.
Nel frattempo aveva debuttato nel circuito maggiore al torneo di doppio di Umago 2014 in coppia con Dino Marcan, perdendo al primo turno contro Pablo Cuevas / Horacio Zeballos. Nell'edizione 2016 dello stesso torneo debutta anche in singolare perdendo al primo turno contro Tejmuraz Gabašvili, e nel torneo di doppio vince il suo primo match ATP. Sempre nel 2016 disputa assieme a Tomislav Draganja la sua prima finale in un Challenger nel torneo di doppio a Portorose e vengono sconfitti da Sergey Betov / Il'ja Ivaška.
Dopo averne vinti 18 in doppio, nell'agosto 2017 vince il primo titolo in singolare all'ITF Serbia F1 di Novi Sad battendo in finale l'italiano Antonio Massara per 6-1, 6-4. L'ottobre successivo, in coppia con Ivan Gakhov, perde la finale in doppio al Challenger di Almaty contro Timur Khabibulin / Oleksandr Nedovyesov.
Nel maggio 2018 raggiunge la sua prima finale in singolare in un Challenger a Ostrava perdendo in tre set contro Arthur De Greef; aveva in precedenza giocato 17 finali ITF in singolare vincendone 7. Quello stesso anno partecipa per la prima volta alle qualificazioni di un torneo Slam a Parigi, supera un turno e viene sconfitto al secondo da Ruben Bemelmans.
Supera il primo turno delle qualificazioni anche al Roland Garros 2019, ed esce nuovamente al secondo incontro per mano di Stefano Travaglia. Sempre a Umago vince il primo match in un tabellone principale del circuito ATP battendo Marco Trungelliti, per poi perdere agli ottavi contro l'altro argentino Facundo Bagnis.
Nell'agosto 2021 raggiunge due finali Challenger in singolare a Verona e a Varsavia e le perde entrambe, rispettivamente contro Holger Rune e Camilo Ugo Carabelli. Dopo aver vinto 7 titoli ITF in singolare e 22 in doppio, l'11 settembre 2021 vince il suo primo titolo Challenger nel torneo di doppio a Banja Luka, dove in coppia con Antonio Šančić sconfigge in finale Ivan Sabanov / Matej Sabanov. A ottobre perde al Challenger di Napoli la finale in doppio. Il successivo 28 novembre fa il suo esordio nella squadra croata di Coppa Davis nella fase a gironi delle finali della manifestazione e supera con un doppio 6-4 l'ungherese Fábián Marozsán, contribuendo al passaggio del turno della Croazia, che avrebbe poi raggiunto la sua quarta finale nel torneo.
Nel marzo 2022 perde la finale al Challenger di Oeiras contro Gastão Elias. Nel periodo successivo raggiunge i quarti in un Challenger e sfiora la qualificazione al Roland Garros, a giugno raggiunge il nuovo best ranking alla 167ª posizione mondiale. A ottobre scende alla 281ª e risale a fine stagione raggiungendo due semifinali in tornei Challenger giapponesi. Nei primi mesi del 2023 perde la finale in doppio al Chennai Open Challenger e quella in singolare al Kiskút Open contro Hamad Međedović. A fine marzo vince il doppio allo Zadar Open assieme a Manuel Guinard battendo di nuovo in finale i fratelli Sabanov. Il 29 luglio 2023 conquista il suo primo titolo del circuito maggiore in doppio al Croatia Open Umag in coppia con Blaž Rola, sconfiggendo in finale Andrea Vavassori / Simone Bolelli per 4-6, 7-6, [15-13], e porta il miglior ranking al 176º posto. Nel finale di stagione si spinge fino alla semifinale di doppio al Knoxville Challenger e sale al 159º posto. In quel periodo si trova nel ranking di singolare nelle posizioni attorno alla 300ª.
Continua a scendere nel ranking in entrambe le specialità per tutto il 2024, in singolare raggiunge i quarti nei Challenger in una sola occasione, torna spesso a giocare nei tornei ITF e perde l'unica finale disputata. A luglio esce dalla top 400 e a dicembre scende alla 590ª posizione. Gioca pochi tornei in doppio e a dicembre si trova in 1407ª posizione. In singolare continua il crollo nel ranking nel 2025, mentre in doppio raccoglie buoni risultati nel circuito ITF. A maggio torna a vincere un torneo Challenger allo Zagreb Open in coppia con Matej Dodig e il mese successivo vincono anche il Challenger 50 di Royan.

## Statistiche
Aggiornate al 21 giugno 2025.

### Doppio

#### Vittorie (1)
| Legenda              |
| Grande Slam (0)      |
| ATP Finals (0)       |
| ATP Masters 1000 (0) |
| ATP Tour 500 (0)     |
| ATP Tour 250 (1)     |

| N. | Data           | Torneo                   | Superficie  | Compagno  | Avversario in finale            | Punteggio            |
| 1. | 29 luglio 2023 | Croatia Open Umag, Umago | Terra rossa | Blaž Rola | Andrea Vavassori Simone Bolelli | 4-6, 7-6(2), [15-13] |

### Tornei Challenger

#### Singolare

##### Finali perse (5)
| N. | Data           | Torneo                                  | Superficie  | Avversario           | Punteggio     |
| -- | -------------- | --------------------------------------- | ----------- | -------------------- | ------------- |
| 1. | 6 maggio 2018  | Ostrava Open, Ostrava                   | Terra rossa | Arthur De Greef      | 6-4, 4-6, 2-6 |
| 2. | 22 agosto 2021 | Internazionali di Tennis Verona, Verona | Terra rossa | Holger Rune          | 4-6, 2-6      |
| 3. | 29 agosto 2021 | Polish Cup, Varsavia                    | Terra rossa | Camilo Ugo Carabelli | 4-6, 2-6      |
| 4. | 4 marzo 2022   | Oeiras Challenger, Oeiras               | Terra rossa | Gastão Elias         | 3-6, 4-6      |
| 5. | 19 marzo 2023  | Kiskút Open, Székesfehérvár             | Terra (i)   | Hamad Međedović      | 4-6, 3-6      |

#### Doppio

##### Vittorie (4)
| N. | Data              | Torneo                            | Superficie  | Compagno       | Avversari in finale            | Punteggio            |
| -- | ----------------- | --------------------------------- | ----------- | -------------- | ------------------------------ | -------------------- |
| 1. | 11 settembre 2021 | Banja Luka Challenger, Banja Luka | Terra rossa | Antonio Šančić | Ivan Sabanov Matej Sabanov     | 6-3, 6-3             |
| 2. | 25 marzo 2023     | Zadar Open, Zara                  | Terra rossa | Manuel Guinard | Ivan Sabanov Matej Sabanov     | 6-4, 6-0             |
| 3. | 17 maggio 2025    | Zagreb Open                       | Terra rossa | Matej Dodig    | Luka Mikrut Mili Poljičak      | 6-4, 6-4             |
| 4. | 21 giugno 2025    | Royan Atlantique Open, Royan      | Terra rossa | Matej Dodig    | Adil Kalyanpur Parikshit Soman | 7-5, 6(4)-7, [12-10] |

##### Finali perse (4)
| N. | Data             | Torneo                           | Superficie  | Compagno          | Avversari in finale                   | Punteggio        |
| -- | ---------------- | -------------------------------- | ----------- | ----------------- | ------------------------------------- | ---------------- |
| 1. | 12 agosto 2016   | Tilia Slovenia Open, Portorose   | Cemento (i) | Tomislav Draganja | Sergey Betov Il'ja Ivaška             | 6-1, 3-6, [4-10] |
| 2. | 6 ottobre 2017   | Almaty Challenger, Almaty        | Terra rossa | Ivan Gakhov       | Timur Khabibulin Oleksandr Nedovyesov | 6-1, 3-6, [3-10] |
| 3. | 9 ottobre 2021   | Tennis Napoli Cup, Napoli        | Terra rossa | Mirza Bašić       | Dustin Brown Andrea Vavassori         | 5-7, 6(5)-7      |
| 4. | 18 febbraio 2023 | Chennai Open Challenger, Chennai | Cemento     | Sebastian Ofner   | Jay Clarke Arjun Kadhe                | 0-6, 4-6         |